# Вавилон-5: Дорога домой
«Вавилон-5: Дорога домой» (англ. Babylon 5: The Road Home) — американский анимационный фильм, созданный Warner Bros. Animation и распространяемый Warner Bros. Discovery Home Entertainment. Режиссером фильма выступил Мэтт Питерс, а сценарий написал создатель оригинальной франшизы «Вавилон-5» Дж. Майкл Стражински. Этот фильм является седьмым полнометражным фильмом во франшизе «Вавилон-5» и вторым выпуском, выпущенным для direct-to-video (первым был мини-сериал «Вавилон-5: Затерянные сказания»), а также первым анимационным проектом во франшизе. Он использует анимацию CGI. Релиз фильма 15 августа 2023 года.

## В ролях
- Брюс Бокслейтнер — Джон Шеридан
- Клаудия Кристиан — Сьюзен Иванова
- Питер Юрасик — Лондо Моллари
- Билл Муми — Ленньер
- Трейси Скоггинс — Элизабет Локли
- Патрисия Толлман — Лита Александер

Среди дополнительных актеров: Пол Гайе в роли Затраса и Джеффри Синклера, Энтони Хансен в роли Майкла Гарибальди, Мара Жюно в роли репортера и компьютерного голоса, Фил Ламарр в роли Стивена Франклина, Петр Майкл в роли Дэвида Шеридана, Эндрю Моргадо в роли Г’Кара и Ребекка Риди в роли Деленн.

## Производство
В апреле 2023 года создатель научно-фантастического телевизионного сериала «Вавилон-5» Дж. Майкл Стражински сообщил: «Грядут замечательные новости», отдельно от намеченной перезагрузки оригинального сериала, после того, как показал новый логотип Babylon 5 в своих социальных сетях. О фильме было официально объявлено в мае 2023 года Стражински также сказал, что фильм «уже закончен и готов для выпуска» и что «он больше всего похож на „B5“ из всего, что мы делали со времён оригинального шоу». Название фильма, логотип, актерский состав, продюсеры и режиссер были обнародованы 10 мая 2023 года. Режиссером фильма стал Мэтт Питерс, который ранее работал над другим анимационным фильмом для Warner Bros. Animation и Warner Bros. Home Entertainment под названием «Бэтмен и Супермен: Битва Суперсыновей». Большинство актеров оригинального состава сериала «Вавилон-5», в том числе Брюс Бокслейтнер, вернулись к озвучиванию персонажей, которых они ранее играли.
12 мая Стражински сообщил в своих социальных сетях о грядущем анимационном фильме «Вавилон-5». Стражински заявил, что окончательное обновление выйдет в середине июня и будет включать дату выхода и краткое изложение сюжета, а также трейлер и информацию о том, как посмотреть фильм после его дебюта. 17 мая фильму был присвоен рейтинг PG-13. Стражински поделился скриншотами фильма 10 июня 2023 года. 15 июня   опубликован полный трейлер и названа дата выхода фильма.

## Релиз
Фильм был выпущен direct-to-video Warner Bros. Discovery Home Entertainment 15 августа 2023 года.